# Éric Davis (piłkarz)
Éric Davis, właśc. Éric Javier Davis Grajales (ur. 31 marca 1991 w Colón) – panamski piłkarz występujący na pozycji obrońcy.

## Kariera klubowa
Davis seniorską karierę rozpoczynał w 2009 roku w zespole Árabe Unido. Od tego czasu wywalczył z nim 2 mistrzostwa fazy Clausura (2009, 2010). Od 2015 roku gra w słowackiej DAC Dunajská Streda.

## Kariera reprezentacyjna
W reprezentacji Panamy Davis zadebiutował w 2010 roku. Został powołany do kadry na Złoty Puchar CONCACAF 2011, 2015, 2017 i 2019. Znalazł się w kadrze Panamy na Mundial 2018.